# I'm Ready (album d'Elva Hsiao)
Albums de Elva Hsiao
Miss Elva
(2010) Shut Up and Kiss Me
(2014)
I'm Ready est le 12e album de Elva Hsiao, sorti sous le label Virgin Records le 23 décembre 2011 à Taïwan. Il sort en format CD et en version CD (Love Me) avec un sac en cadeau et version CD (I Love) avec un pantalon en cadeau.

## Liste des titres
| 1.  | Wo Ai Wo (我愛我)                 | 3:36 |
| 2.  | Ai Bu Li Shou (愛不離手)          | 3:29 |
| 3.  | Cheng Qiang (逞強)                | 3:51 |
| 4.  | Shou Gou Liao (受夠了)            | 3:03 |
| 5.  | Jian Dao Zui (剪刀嘴)             | 3:45 |
| 6.  | 100 Fen De Wen (100分的吻)        | 3:31 |
| 7.  | Hui Bu Qu'Le Ma (回不去了嗎)      | 4:42 |
| 8.  | Ai Qing De Wei Guang (愛情的微光) | 5:26 |
| 9.  | Yu Wen (餘溫)                     | 4:00 |
| 10. | Song Song (鬆鬆)                  | 3:19 |